# کانگ مال گوم
کانگ مال گوم (کره‌ای: 강말금؛ انگلیسی: Kang Mal-geum، زادهٔ ۳ ژانویه ۱۹۷۹) بازیگر اهل کره جنوبی است.